# 纯黄白鬼伞
纯黄白鬼伞（學名：Leucocoprinus birnbaumii）又稱黃鬼傘，一种明黄色真菌，属蘑菇科白鬼伞属。多生长于温室中，盆栽内乃至室内。菌盖直径2.5到6厘米，最早呈长卵形，随成熟逐渐变为圆锥状，表面有一层柠檬黄色粉末，菌盖边缘具细长条棱。菌肉黄白色，质脆易碎。菌褶同样呈黄色或明黄色，离生，排列较密。菌柄长3-10厘米，向下渐粗。纯黄白鬼伞的黄色来自于其中所含的羟基吲哚类物质，纯黄白鬼伞有毒，能引起剧烈胃痛。有一個常見的誤解是，手碰到菇類就會中毒，這是錯誤的觀念。除非你是對菇類過敏，只有部分人士碰到特定菇類會發生過敏性皮炎。所以基本上你用手是可以觸碰的。劇毒的菇類像是“死亡天使”(Death Angel)，學名：Amanita bisporigera，你必須吃了幾克的毒菇才會引起中毒，不太可能經由皮膚吸收攝取到如此的克數。